# 李龍清
李龍清（1906年—1949年），臺中新社人，台灣日治時期政治人物、商人。新社公學校畢業，繼承父業經營義春商店，生意鼎盛。其曾任新社保甲聯合會會長、新社庄協議員、新社產業組合理事、新社方面委員、臺中州協議員。

## 家族
- 大女婿陳西欽，曾任臺中縣議員
- 孫李光銘，曾任臺中縣議員、新社鄉長
- 孫女婿劉秋存，中華民國畫家，曾任國風書畫學會理事長
- 玄孫劉昱佑，曾任中國國民黨中央常務委員